# Okręg wyborczy Redditch
Okręg wyborczy Redditch powstał w 1997 i wysyła do brytyjskiej Izby Gmin jednego deputowanego. Okręg obejmuje miasto Redditch i okoliczne wioski.

## Deputowani do brytyjskiej Izby Gmin z okręgu Redditch
| Wybory | Deputowany   | Partia               |
| ------ | ------------ | -------------------- |
| 1997   | Jacqui Smith | Partia Pracy         |
| 2010   | Karen Lumley | Partia Konserwatywna |